# Берен-Либхин
Берен-Либхин (њем. Behren-Lübchin) општина је у њемачкој савезној држави Мекленбург-Западна Померанија. Једно је од 62 општинска средишта округа Гистров. Према процјени из 2010. у општини је живјело 655 становника. Посједује регионалну шифру (AGS) 13053005.

## Географски и демографски подаци
Берен-Либхин се налази у савезној држави Мекленбург-Западна Померанија у округу Гистров. Општина се налази на надморској висини од 19 метара. Површина општине износи 42,9 km². У самом мјесту је, према процјени из 2010. године, живјело 655 становника. Просјечна густина становништва износи 15 становника/km².